# تغمر
تغمر یک روستا در ایران است که در دهستان خوارتوران شهرستان شاهرود واقع شده‌است. تغمر ۲۷ نفر جمعیت دارد.